# Pronásledování křesťanů za vlády císaře Nerona

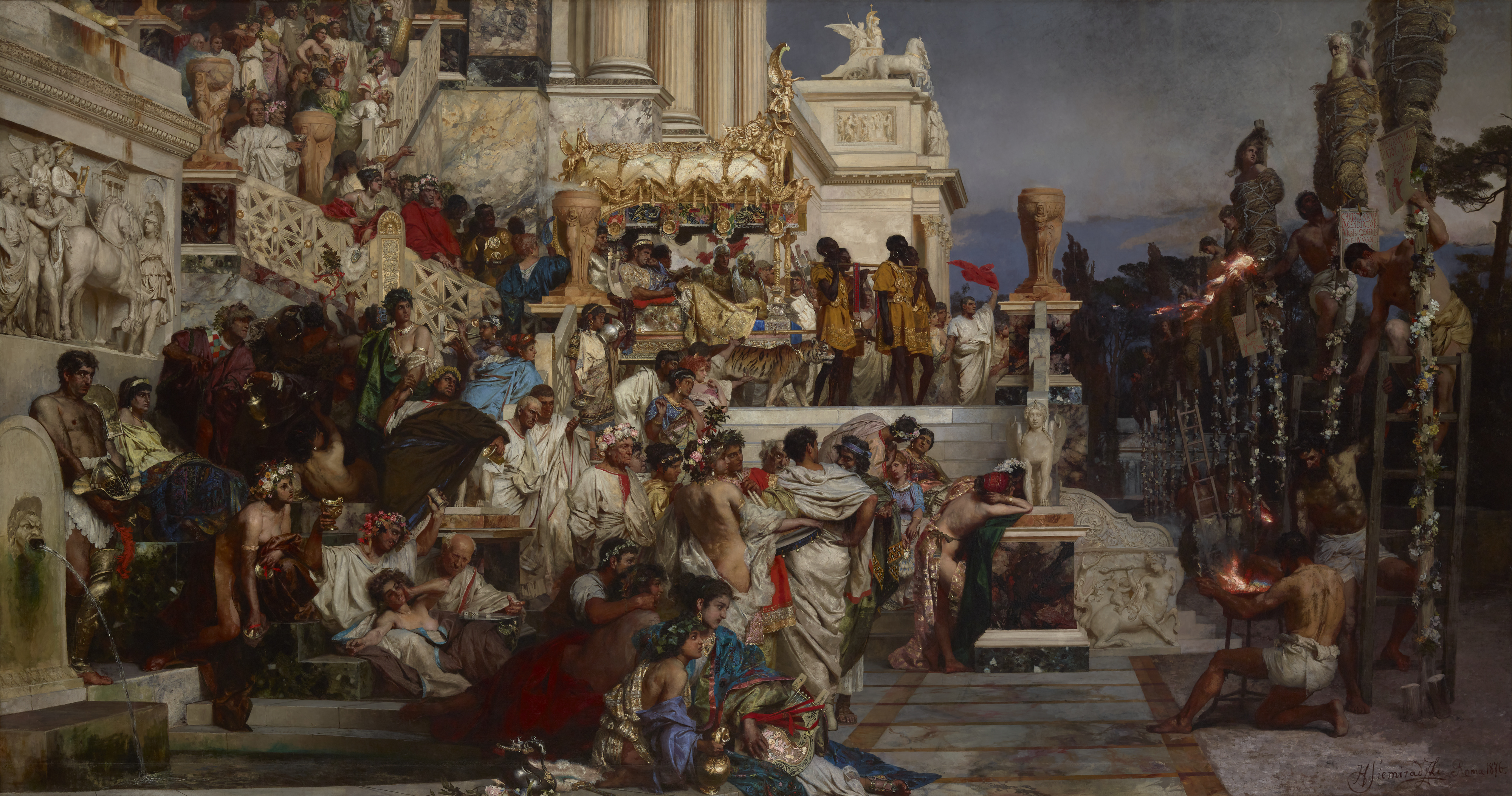
Henryk Hektor Siemiradzki – Neronovy pochodně

Pronásledování křesťanů za vlády císaře Nerona jsou události po požáru Říma v roce 64, které popsal kolem r. 115 římský historik Tacitus ve svých Letopisech. Tento text výrazně ovlivnil křesťanskou tradici, která s ním spojila smrt apoštolů Petra a Pavla, v moderní době jej zpopularizoval Nobelovou cenou oceněný román Henryka Sienkiewicze Quo vadis.

## Římský požár
V roce 64 n. l. vznikl velký požár, který během svého 6denního trvání zasáhl 10 ze 14 římských městských obvodů. Nero se údajně během požáru obveseloval recitací svých básní o dobytí Tróje za doprovodu lyry.  Podle dějepisce Tacita (55 – 120 n. l.) založil požár záměrně sám Nero v rámci vize uplatnit své velkolepé představy v oblasti architektury. Pravděpodobně se jedná o fikci související se zakládáním protiohňů. Z požáru byli obviněni křesťané a byli v souvislosti s tímto incidentem pronásledováni. Na troskách Nero nechal vystavět Zlatý palác (Domus aurea) s 35 m vysokou bronzovou sochou sebe sama. Na témže místě bylo v roce 70 pod vedením císaře Vespasiana budováno Koloseum. Nero udal jako viníky velkého požáru křesťany proto, aby on sám nebyl z tohoto činu lidem obviňován a také proto, že křesťané pro něj byli „lidé, žijící neřestným životem“. – Ale ani lidskou pomocí, ani štědrými císařovými dary ani usmiřováním bohů se nedala zahladit zlá pověst, že požár byl založen na rozkaz. Aby tedy potlačil tu pověst, nastrčil Nero jako viníky a potrestal nejvybranějšími tresty ty, jež lid pro neřestný život nenáviděl a nazýval Chrestiani. Původce tohoto jména Kristus byl za vlády Tiberiovy prokurátorem Pontiem Pilatem popraven." 

## Pronásledování křesťanů
Počet křesťanů v Římě v období Neronovy vlády nebyl nijak vysoký. Jednalo se o přibližně tři tisíce věřících. Problém mezi křesťany a ostatními římskými obyvateli spočíval mimo jiné také v řešení otázky, koho uctívat. Křesťané, vzhledem ke své víře, neuctívali císaře jako hlavní a nejvyšší objekt jejich kultu. Tou byl pro křesťany Ježíš Kristus. Odlišnost víry způsobila vzrůstající napětí mezi křesťany a ostatními Římany.

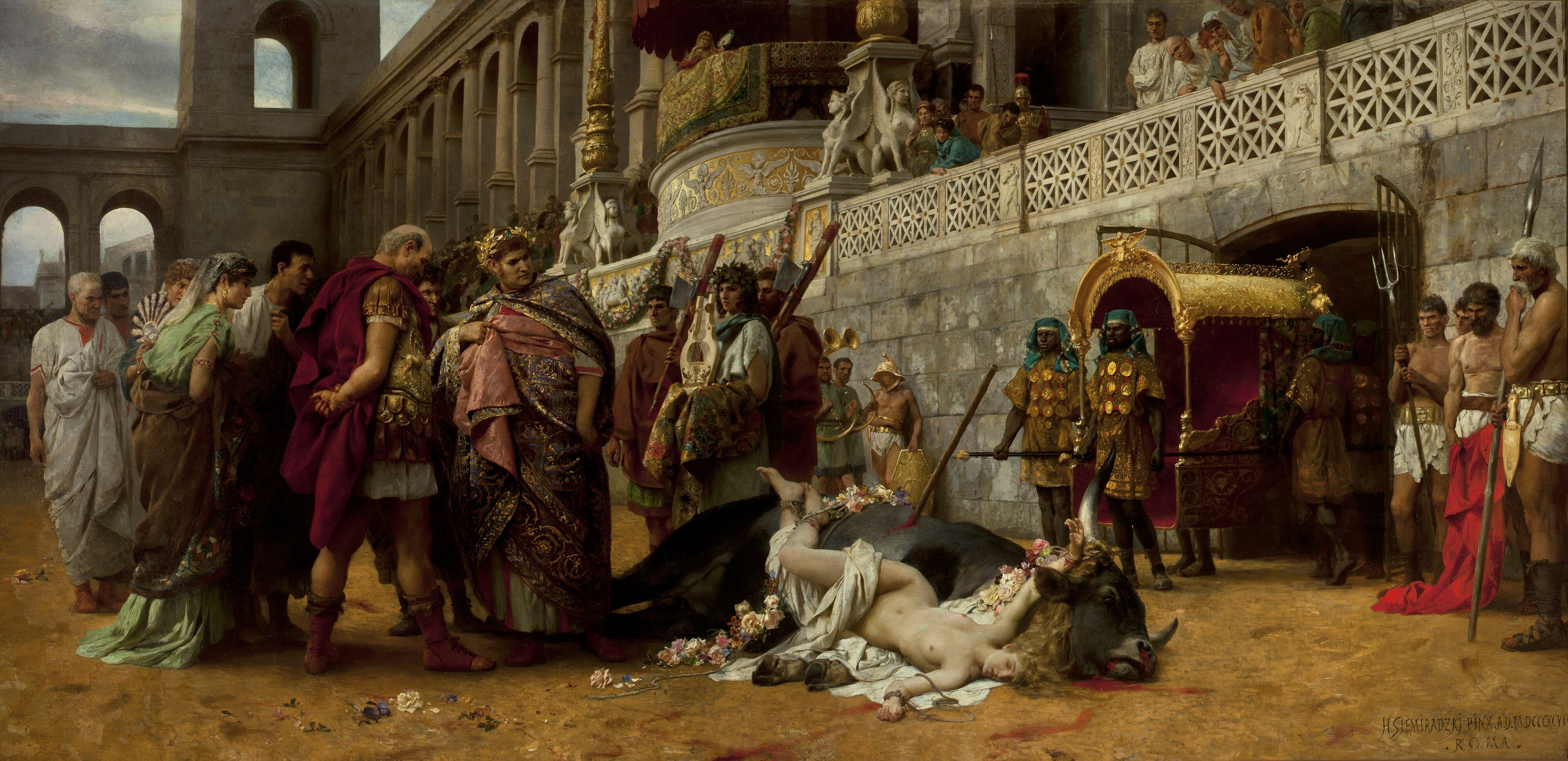
Křesťanská Dirké na obraze Henryka Siemiradzkého

Během pronásledování křesťanů byly zajaty desítky lidí bez ohledu na věk, pohlaví, nebo příslušnost k sociální třídě. Docházelo k jejich zabíjení v cirku. K tomuto účelu byly využívány buď šelmy, nebo vojáci. Tacitus popisuje vraždění křesťanů následovně: „A ještě když umírali, tropili si z nich posměch tak, že jsouce pokryti kožemi divokých zvířat, byli rváni od psů a tak hynuli, nebo byli přibiti na kříže nebo určeni plamenům a když se setmělo, páleni k nočnímu osvětlení“.  Křesťané na vraždění reagovali modlitbami. Tacitus kruté zacházení s odsouzenými křesťany popisuje takto: „Proto třebaže šlo o viníky, zasluhujících nejhorších trestů, vzmáhala se útrpnost s nimi, protože byli utráceni ne ve veřejném zájmu, nýbrž pro ukrutnost jediného člověka.“  Mezi zajatými byli i Petr a Pavel. Petr se údajně pokusil utéci, ale své morální dilema vyřešil a vrátil se pro smrt ukřižováním hlavou dolů (prohlásil, že není hoden být ukřižován jako Kristus, proto byl ukřižován hlavou dolů). Pavel, jakožto římský občan, byl sťat.
Na místě, kde byli pohřbeni, vznikly svatostánky a Petr symbolicky získal vedoucí pozici v církvi. Za císaře Decia, který ustanovil jednotné římské náboženství, se křesťané scházeli v podzemí. Císař Valerianus v tomto nedokázal křesťanům zabránit, taktéž ani Diocletianus či Julianus.
Křesťanství bylo oficiálně povoleno milánským ediktem v roce 313 zásluhou Konstantina Velikého a dekretem císaře Theodosia z 8. listopadu 392 se stalo jediným povoleným římským náboženstvím.

## Neronův pád
V důsledku zvýšení daní dochází k nárůstu napětí v provinciích a legie se bouřily. Nero se nechal slyšet, že je zastaví zpěvem. Senátem byl prohlášen za nepřítele lidu a očekával potupnou smrt. Opuštěn pretoriánskou gardou spáchal Nero sebevraždu.   Byl spálen a uložen v rodinném mauzoleu v Římě.

## Názory autorů
V knize Rané křesťanství autor Ian Hazlett popisuje názory autorů Publia Gaia Cornelia Tacita a Gaia Suetonia Tranquillia, které se v oblasti pronásledování křesťanů liší. – „Tacitus jasně věřil, že křesťané jsou, pokud jde o obvinění ze založení požáru Říma, nevinní“. Pokud jde o Suetonia, ten zahrnuje mezi neutrální či chvályhodné Neronovy činy, že „byli popravováni křesťané, druh to lidí propadlých nové a škodlivé pověře“.  Podle knihy Suetonia dokonce sami Římané věděli, že požár založil Nero. - „Neušetřil však ani lidu a budov hlavního města. Když kdosi v obecné rozprávce citoval řecký verš: „Nechť po mé smrti zem se s ohněm promísí.“ Opravil ho: „Ne, již za mého života!“ A přesně se podle toho zachoval. Jako by ho byla totiž urážela ohyzdnost starých budov i úzké a křivolaké uličky, dal zapálit Řím tak veřejně, že se mnozí bývalí konzulové, kteří přistihli na svém majetku jeho komorníky s loučemi a koudelí, neodvážili na ně sáhnout. Šest dní a sedm nocí zuřila ta pohroma.“ 